# Cordia harleyi
Cordia harleyi là loài thực vật có hoa trong họ Mồ hôi. Loài này được Taroda mô tả khoa học đầu tiên năm 1986.